# إدي جورج
إدي جورج (بالإنجليزية: Eddie George) (و. 1973  م) هو لاعب كرة قدم أمريكية، من الولايات المتحدة، ولد في فيلادلفيا، بنسيلفانيا، يلعب كراكض للخلف ‏.

## التعليم
تعلم في جامعة ولاية أوهايو.

## روابط خارجية
- إدي جورج على موقع IMDb (الإنجليزية)
- إدي جورج على موقع قاعدة بيانات برودواي على الإنترنت (الإنجليزية)
- إدي جورج على موقع إن إن دي بي (الإنجليزية)
- إدي جورج على موقع قاعدة بيانات الفيلم (الإنجليزية)
- إدي جورج على موقع إي إس بي إن.كوم (أن.أف.أل)3
- إدي جورج على موقع مرجع كرة القدم المحترفة.كوم (الإنجليزية)
- إدي جورج على موقع كلية كرة القدم في سبورتس رفرنس.كوم (الإنجليزية)